# Associação Esportiva Sobradinho
A Associação Esportiva Sobradinho, mais conhecida pela alcunha AES, é um clube de futsal da cidade de Sobradinho, no Rio Grande do Sul. Atualmente disputa a Liga Gaúcha de Futsal.
Foi fundada em 2 de dezembro de 1976 por Romeu Reni Simon, ingressando no Campeonato Gaúcho de Futsal de 1977. Seu primeiro título foi conquistado no ano de 2006, quando a equipe sagrou-se campeã da série bronze do Campeonato Gaúcho de Futsal de 2006, ao derrotar na final a ASSAF, de Santa Cruz do Sul, por 4-2 na prorrogação. Ingressou na série ouro na edição de 2010, onde permaneceu até o rebaixamento em 2013.
Permaneceu na série prata por duas temporadas, até conseguir o acesso em 2015, quando foi vice-campeã, ao ser derrotada por 2-1 na prorrogação para o Juventude Futsal. Com isso, a equipe ingressou para a primeira divisão, sendo que no ano de 2017 chegou às quartas-de-final da Liga Gaúcha de Futsal, onde foi superada pelo CER Atlântico de Erechim.

## Títulos
- Campeonato Gaúcho de Futsal - Série Bronze: 2006